# Атанас Няголов
 Атанас Александров Няголов е български футболист, полузащитник, състезател на ФК Сливнишки герой (Сливница).

## Кратка спортна биография
Няголов е роден в София през 2002 година. Започва да тренира футбол в ДЮШ на ПФК ЦСКА 1948 (София). През 2021 година напуска ЦСКА 1948 в посока ФК Сливнишки герой.